# Melissoptila dama
Melissoptila dama là một loài Hymenoptera trong họ Apidae. Loài này được Vachal mô tả khoa học năm 1904.